# Dione gnophota
Dione gnophota är en fjärilsart som beskrevs av Hans Ferdinand Emil Julius Stichel 1907. Dione gnophota ingår i släktet Dione och familjen praktfjärilar. Inga underarter finns listade i Catalogue of Life.